# Rajd Barbórka 2017
55 Rajd Barbórka – 55. edycja Rajdu Barbórki. Był to rajd samochodowy rozgrywany od 1 do 2 grudnia 2017 roku. Bazą rajdu była miasto Warszawa. Rajd wygrał, po raz piąty w karierze, Kajetan Kajetanowicz. Kajetanowicz także po raz szósty w ostatnich pięciu latach triumfował w Kryterium Karowa.

## Zwycięzcy odcinków specjalnych
| Dzień     | Numer odcinka | Nazwa odcinka       | Długość | Zwycięzca odcinka                   | Nr Sam. | Samochód        | Czas    | Lider rajdu                         |
| --------- | ------------- | ------------------- | ------- | ----------------------------------- | ------- | --------------- | ------- | ----------------------------------- |
| 1 grudnia | OS1           | Autodrom BEMOWO I   | 4,80 km | Kajetan Kajetanowicz Jarosław Baran | 1       | Ford Fiesta WRC | 3:51,57 | Kajetan Kajetanowicz Jarosław Baran |
| 1 grudnia | OS2           | Tor MODLIN I        | 5,00 km | Kajetan Kajetanowicz Jarosław Baran | 1       | Ford Fiesta WRC | 4:20,20 | Kajetan Kajetanowicz Jarosław Baran |
| 1 grudnia | OS3           | Autodrom BEMOWO II  | 4,80 km | Kajetan Kajetanowicz Jarosław Baran | 1       | Ford Fiesta WRC | 3:52,77 | Kajetan Kajetanowicz Jarosław Baran |
| 1 grudnia | OS4           | Tor MODLIN II       | 5,00 km | Kajetan Kajetanowicz Jarosław Baran | 1       | Ford Fiesta WRC | 4:16,56 | Kajetan Kajetanowicz Jarosław Baran |
| 1 grudnia | OS5           | Autodrom BEMOWO III | 4,80 km | Kajetan Kajetanowicz Jarosław Baran | 1       | Ford Fiesta WRC | 3:51,8  | Kajetan Kajetanowicz Jarosław Baran |

## Wyniki rajdu[5]
| Miejsce | Kierowca             | Pilot                 | Samochód                   | Czas     | Strata   | Grupa Klasa |
| ------- | -------------------- | --------------------- | -------------------------- | -------- | -------- | ----------- |
| 1       | Kajetan Kajetanowicz | Jarosław Baran        | Ford Fiesta R5             | 20:12,9  | –        | R1          |
| 2       | Filip Nivette        | Kamil Heller          | Škoda Fabia R5             | 21:11,24 | +58,34   | R1          |
| 3       | Bryan Bouffier       | Xavier Panseri        | Ford Fiesta Proto          | 21:20,77 | +1:07,87 | R1          |
| 4       | Mikołaj Marczyk      | Szymon Gospodarczyk   | Subaru Impreza STI         | 21:24,40 | +1:11,50 | R1          |
| 5       | Wojciech Chuchała    | Sebastian Rozwadowski | Ford Fiesta R5++           | 21:24,63 | +1:11,73 | R1          |
| 6       | Dominykas Butvilas   | Renatas Vaitkevičius  | Škoda Fabia R5             | 21:30,67 | +1:17,77 | R1          |
| 7       | Tomasz Kuchar        | Magdalena Lukas       | Citroën C4 T16 4x4         | 21:48,25 | +1:35,35 | R1          |
| 8       | Michał Ratajczyk     | Jędrzej Szcześniak    | Mitsubishi Lancer Evo X R4 | 21:48,42 | +1:35,52 | R1          |
| 9       | Tomasz Gryc          | Michał Kuśnierz       | Ford Fiesta R5             | 21:51,70 | +1:38,80 | R1          |
| 10      | Marcin Słobodzian    | Jakub Wróbel          | Subaru Impreza STi         | 22:03,15 | +1:50,25 | R1          |

## Kryterium Asów na Karowej[6]
Odcinek specjalny na ulicy Karowej w Warszawie to zawsze ostatnia próba Rajdu Barbórki, która nie jest zaliczana do klasyfikacji generalnej. W tym roku do startu w kryterium dopuszczonych było 45 załóg.
| Miejsce | Kierowca             | Pilot                 | Samochód                | Czas    | Strata | Grupa Klasa |
| ------- | -------------------- | --------------------- | ----------------------- | ------- | ------ | ----------- |
| 1       | Kajetan Kajetanowicz | Jarosław Baran        | Ford Fiesta WRC         | 2:01,64 | –      | R1          |
| 2       | Dominykas Butvilas   | Renatas Vaitkevicius  | Skoda Fabia R5          | 2:05,07 | +3,43  | R1          |
| 3       | Mikołaj Marczyk      | Szymon Gospodarczyk   | Subaru Impreza STI      | 2:05,72 | +4,08  | R1          |
| 4       | Filip Nivette        | Kamil Heller          | Skoda Fabia R5          | 2:05,75 | +4,11  | R1          |
| 5       | Tomasz Kuchar        | Daniel Dymurski       | Citroen C4 RX           | 2:06,38 | +4,74  | R1          |
| 6       | Wojciech Chuchała    | Sebastian Rozwadowski | Ford Fiesta R5++        | 2:07,07 | +5,43  | R1          |
| 7       | Marcin Słobodzian    | Jakub Wróbel          | Subaru Impreza STI      | 2:07,10 | +5,46  | R1          |
| 8       | Bryan Bouffier       | Xavier Panseri        | Ford Fiesta             | 2:07,19 | +5,55  | R1          |
| 9       | Michał Ratajczyk     | Jędrzej Szcześniak    | Mitsubishi Lancer EVO X | 2:09,66 | +8,02  | R1          |
| 10      | Tomasz Gryc          | Michał Kuśnierz       | Ford Fiesta R5          | 2:10,88 | +9,24  | R1          |